# Cocaïna negra
La cocaïna negra, també coneguda com a coca negra, és una mescla de cocaïna normal o clorhidrat de cocaïna amb diverses altres substàncies, que poden ser-hi afegides per tal deː
- Camuflar l'aspecte típic de la droga amb pigments i tints (p. ex. afegint-hi carbó vegetal),
- Per interferir amb els controls de droga basats en el color (p. ex. barrejant tiocianats i sals de ferro o sals de cobalt es formem complexos de color vermell fosc dins la solució),
- Per fer la mescla indetectable a l'olfacte de gossos ensinistrats (p. ex. afegint-hi carbó actiu es pot absorbir suficientment la traça d'olors).

Com que el resultat és normalment de color negre, la cocaïna negra pot ser generalment traficada com a tòner, pols per a preses d'empremtes digitals, adob, pigment o motllures de metall. La base de cocaïna pura pot ser recuperada de la mescla per extracció o per extracció àcid-base utilitzant solvents orgànics comuns com l'acetona.
Durant els anys 1980s el dictador Augusto Pinochet va ordenar al seu exèrcit construir un laboratori clandestí de cocaïna a Xile on químics barrejaven cocaïna amb d'altres substàncies químiques per a produir allò que l'assessor superior d'espionatge de Pinochet, Manuel Contreras, va descriure com a "cocaïna negra" capaç de passar els controls de droga als Estats-Units i Europa.
Contraban de cocaïna negra fou detectat a Bogotà, Colòmbia el maig de 1998. El 2008, un tipus nou de cocaïna negra va ser descobert per la policia espanyola, camuflada sota proteccions de goma i incorporada a maletes d'equipatge.